# Arnold Theiler
Sir Arnold Theiler, född 26 mars 1867 i Frick, kantonen Aargau, död 24 juli 1936 i London, var en schweizisk veterinär och bakteriolog. 
Theiler blev veterinärmedicine doktor i Bern 1901. Han var föreståndare för den vid jordbruksdepartementet i Pretoria inrättade anstalten för veterinärmedicin och från 1920 professor i veterinärpatologi vid universitetet i Pretoria. Han utgav många undersökningar över en mängd djursjukdomar (bland annat boskapspest, piroplasmosis, trypanosomiasis, spirochaetosis och anaplasmosis). Han erhöll 1914 knightvärdighet.